# 北本市立図書館
北本市立図書館（きたもとしりつとしょかん）は、埼玉県北本市が運営する公共図書館の総称である。

## 歴史
現在、中央図書館の他、公民館分室（南部公民館・西部公民館）・学習センターにおいても図書館業務を行っている。なお、上記図書館および公民館分室・学習センターでは共通の貸出カードにより資料貸借を行っている。現在では北本市に在住・在勤・在学する者の他、桶川市・鴻巣市の在住者も広域利用により利用することができる。
「北本市立図書館」という名称は北本市内に所在している図書館の総称であり、「北本市立図書館」という名称の個別の図書館は存在しない。

## 中央図書館
中央図書館は北本市文化センター内に所在している北本市立図書館の本館である。
所在地
- 埼玉県北本市本町1-2-1

アクセス
- 北本駅より徒歩にて約8分。（道程約600m）[2]

休館日
- 毎月第4月曜日（祝日の場合は翌日が休館日）
- 年末年始・特別整理期間など

開館時間
- 午前9時～午後7時

## 南部分室
南部分室は南部公民館内に所在している中央図書館の分室である。
所在地
- 埼玉県北本市二ッ家1-127[3]

開館時間
- 水曜日と土曜日の午後1時より午後5時まで

## 西部分室
西部分室は西部公民館内に所在している中央図書館の分室である。
所在地
- 埼玉県北本市荒井3-95[4]

開館時間
- 水曜日と土曜日の午後1時より午後5時まで

## 学習センター分室
学習センター分室は学習センター内に所在している中央図書館の分室である。
所在地
- 埼玉県北本市栄13[5]

開館時間
- 水曜日と土曜日の午後1時より午後5時まで